# ナオミ・バイデン
ナオミ・キング・バイデン・ニール（Naomi King Biden Neal、1993年12月23日 - ）は、アメリカ合衆国の弁護士である。第46代アメリカ合衆国大統領ジョー・バイデンの孫娘にあたり、その次男のハンター・バイデンとキャスリーン・ビュールの長女である。ワシントンD.C.で育ち、ペンシルベニア大学で学んだ。コロンビア・ロー・スクールを卒業し、法律事務所のアーノルド&ポーターに勤務している。
ファーストファミリーの一員として2021年8月から祖父と継祖母と共にホワイトハウスに住んでいる。祖父母が副大統領とセカンドレディを務めている間は中国、ブラジル、トルコ、ニュージーランド、トリニダード・トバゴの公式訪問に同行した。
2022年11月には大統領の孫娘としては史上初めてホワイトハウスで結婚式を挙げた。ホワイトハウス歴史協会によるとそれは史上初めてサウス・ローンで行われた結婚式であった。

## 生い立ちと教育
1993年12月23日にハンター・バイデンとキャスリーン・ビュールのあいだに生まれた。彼女には実妹のフィネガンとロバータ（"メイシー"）のほか、父とその再婚相手のメリッサ・コーエンとのあいだに生まれた異母兄のボー、さらに父と関係を持っていたランデン・アレクシス・ロバーツとのあいだに生まれた異母妹がいる。第46代アメリカ合衆国大統領ジョー・バイデンの長孫である彼女は1972年にバイデンの最初の妻のネイリア・ハンター・バイデンと共に1歳で自動車事故により亡くなった娘のナオミ・クリスティーナ・バイデンにちなんで名付けられた。
ワシントンD.C.で育ち、ワシントンD.C.の私立のクエーカー学校であるシドウェル・フレンズ・スクールに通った。ペンシルベニア大学では国際関係を専攻していた彼女は当時のファーストドーターのティファニー・トランプと同級生で友人でもあった。彼女はコロンビア・ロー・スクールで法務博士号を取得した。

## 公的生活とキャリア

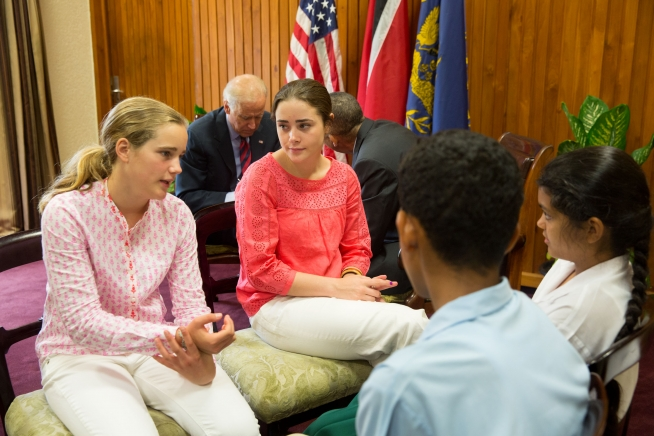
トリニダード・トバゴを訪問したバイデン（中央、2013年）

2008年アメリカ合衆国大統領選挙に先立って2008年民主党全国大会に家族で参加した。
2013年5月、当時アメリカ合衆国副大統領とセカンドレディという立場であった祖父母のトリニダード・トバゴへの公式訪問に同行した。その際にアンソニー・カルモナ大統領の子のクリスチャンとアヌラ・カルモナに会った。その後も副大統領に同行してブラジル、中国、トルコ、ニュージーランドを訪れた。
2020年アメリカ合衆国大統領選挙において現職大統領のドナルド・トランプに対抗して出馬するように祖父に働きかけ、2019年に家族会議を招集して説得した。2020年民主党全国大会で流れた映像の中で祖父を応援する演説を行っている。
2020年に法律事務所のアーノルド&ポーターに入社し、国際仲裁副代理人として働いている。

## 私生活
2018年6月8日、ニューヨーク州イースト・ハンプトンのジョージタウン大学ローセンター国家安全保障の職員のピーター・ジョージ・ヘールマン・ニール（Peter George Heermann Neal）と共通の友人を通じて知り合った。2021年8月、2人はホワイトハウスに移った。2021年9月、ニールはワイオミング州ジャクソンホールでプロポーズした。2022年11月19日、2人はホワイトハウスのサウス・ローンにてカトリックと長老派の合同式で結婚した。
ホワイトハウスのステート・ダイニング・ルームでバイデン大統領夫妻主催の結婚昼食会が開かれた。ホワイトハウス歴史協会によるとサウス・ローンで結婚式を挙げることも大統領の孫娘がホワイトハウスで結婚式を挙げることもこれが初めてのことであった。
2025年1月8日にロサンゼルスのシダーズ＝シナイ・メディカルセンターにて第1子となる長男ウィリアム・ブレナン・ニール4世を出産。祖父ジョー・バイデンにとっては初の曾孫であり、現職のアメリカ合衆国大統領が曽祖父になるのは史上初の出来事であった。